# Johannes Honterus

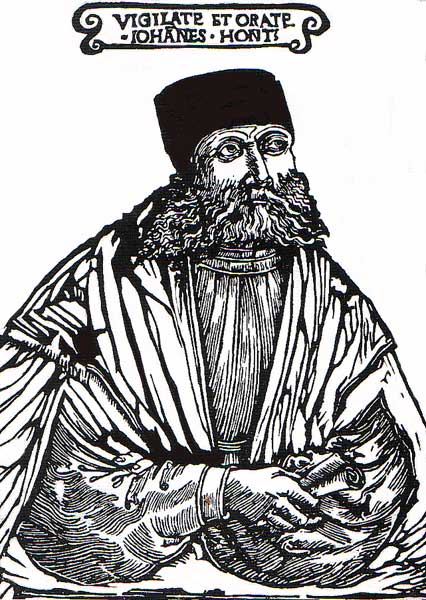
Holzschnitt von Johannes Honterus um 1550

Johannes Honterus, Johannes Honter oder Johann Hynter (lateinisch Johann Honterus oder Ioannes Honterus; * um 1498 in Kronstadt, Siebenbürgen; † 23. Januar 1549 ebenda) war ein siebenbürgisch-sächsischer Humanist und Universalgelehrter. Als Kirchenreformator spielte er eine entscheidende Rolle bei der Einführung der Reformation in Siebenbürgen. Er war zudem Schulmann, Bildschnitzer, Papiermüller sowie ab 1539 Gründer und Betreiber der zweiten, aber ersten dauerhaften und produktivsten Druckerei Siebenbürgens.

## Name
Der Name Honterus ist die latinisierte Form von Hontert, der siebenbürgisch-sächsischen Bezeichnung für Holunder (Holler, Holder). Sein Druckerzeichen war das Stadtwappen von Kronstadt, eine Krone mit einer Wurzel.

## Leben

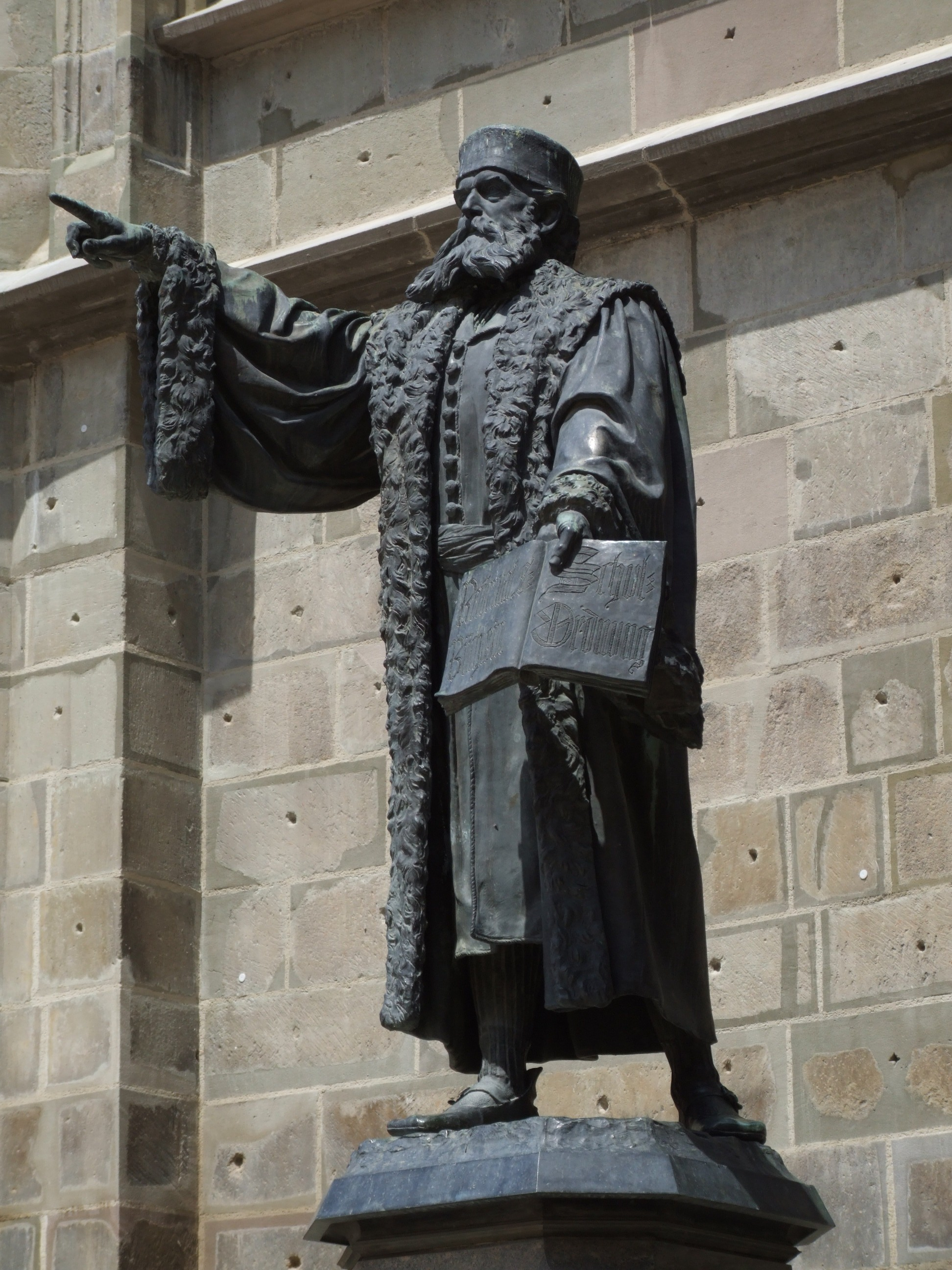
Honterus-Standbild von Harro Magnussen vor der Schwarzen Kirche in Kronstadt, Rumänien

Der Vater Georg Austen (bzw. Aust), ein Lederer, gehörte zur wohlhabenden Bürgerschicht Kronstadts. Neben dem Wohnhaus besaß er noch eine Gerberei und einen Meierhof. Die Familie lebte in der Kronstädter Schwarzgasse.
Johannes erhielt in Kronstadt eine gründliche Schulausbildung, vermutlich durch die Dominikaner. Dank des wohlhabenden Vaters schrieb er sich 1520 an der Universität in Wien als Johannes Aust ex Corona ein und erhielt dort Anfang 1525 den Magistertitel als Johannes Holler Coronensis.
Als Wien 1529 von den Türken belagert wurde, flüchtete Honterus nach Regensburg, wo er bereits den latinisierten Namen Johannes Hynter-Hunterus führte. Im Frühjahr 1530 befand er sich an der Universität von Krakau, wo er eine griechische und lateinische Grammatik schrieb. Hier ließ er auch die Erstausgabe seiner Kosmographie mit dem Titel »Rudimentorum Cosmographicae  libri duo« drucken. Diese umfasste zwei Druckbögen, also nur 16 Blätter. Im darauffolgenden Jahr hielt sich Honterus wenige Monate in Nürnberg auf. In Basel verweilte er als Verlagslektor und Holzschneider und kehrte im Januar 1533 nach Kronstadt zurück, wo er 1539 eine Druckerei einrichtete, um seinen eigenen Werken die Verbreitung zu ermöglichen. In dieser Druckerei gab Honterus 1541 die »Kosmographie« unter dem Titel »Rudimenta Cosmographica cum vocabulis rerum« erneut heraus. Er hatte zwischenzeitlich den Text in 1260 Hexametern umgedichtet und hatte ihn inhaltlich erheblich verändert. Ein Exemplar dieser Fassung gelangte über den Kronstädter Stadtphysikus Paulus Kyr an den Weißenburger Propst Anton Verantius, ein weiteres nach Breslau. Die vollendete Fassung der Kosmographie erschien 1542 in Kronstadt ohne Angabe des Autors in 1366 Hexametern unter dem verkürzten Titel »Rudimenta cosmographica«.
Auch das Gebiet der vorbeugenden Medizin sowie der Kranken- und Armenfürsorge wurde von Honterus in seiner „Kirchenordnung aller Deutschen in Sybembürgen“ aus dem Jahr 1547 betrachtet. Im 11. Kapitel sprach er über die Kranken, Alten und Armen, „die in kelten und regen in gassen uberal ligen“ und stellte es als Werk der Barmherzigkeit der Kirchengemeinde zur Aufgabe, dass die Kranken in Spitälern untergebracht werden und eigens dazu bestimmte Senatoren und Hundertmänner die zu wohltätigen Zwecken bestimmte Summen wöchentlich unter die Hilfsbedürftigen verteilen sollten.
Nach seiner Rückkehr nach Kronstadt verließ Honterus seine Heimatstadt nur noch einmal, um Luther in Wittenberg zu treffen.
22. April 1544: Wahl zum Kronstädter Stadtpfarrer
1546 Gründung der Kronstädter Papiermühle
1547 Errichtung einer Bibliothek in Kronstadt
Johannes Honterus gründete die berühmte Schülerverbindung Coetus Honteri, die von 1544 bis 1941 bestand. 1543 gründete er in Kronstadt das Studium Coronense, welches heute noch als deutschsprachiges Honterusgymnasium besteht. Zu dessen erstem Rektor macht Honterus den Siebenbürger Theologen Valentin Wagner.

## Veröffentlichungen

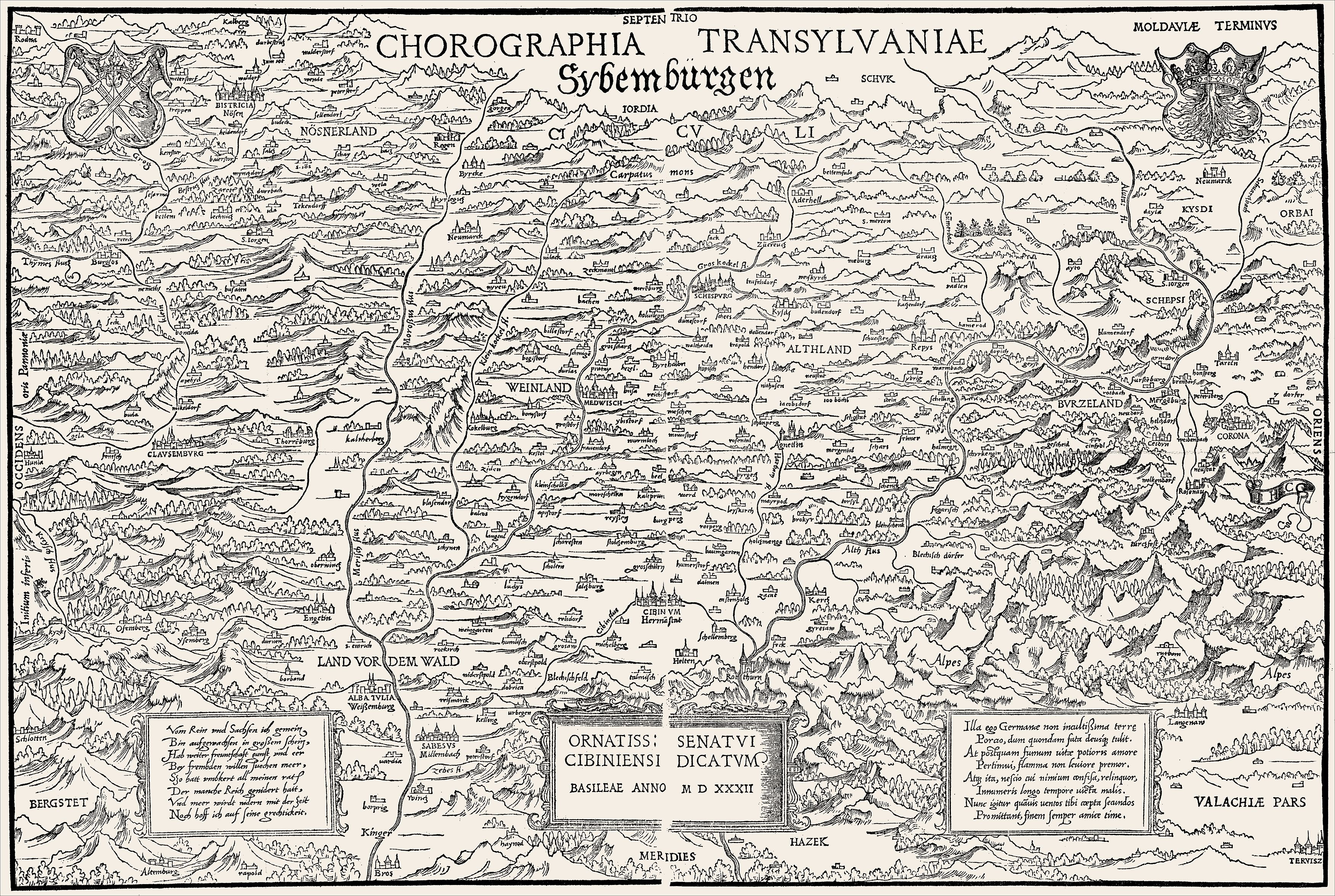
Honterus’ Siebenbürgenkarte (1532)

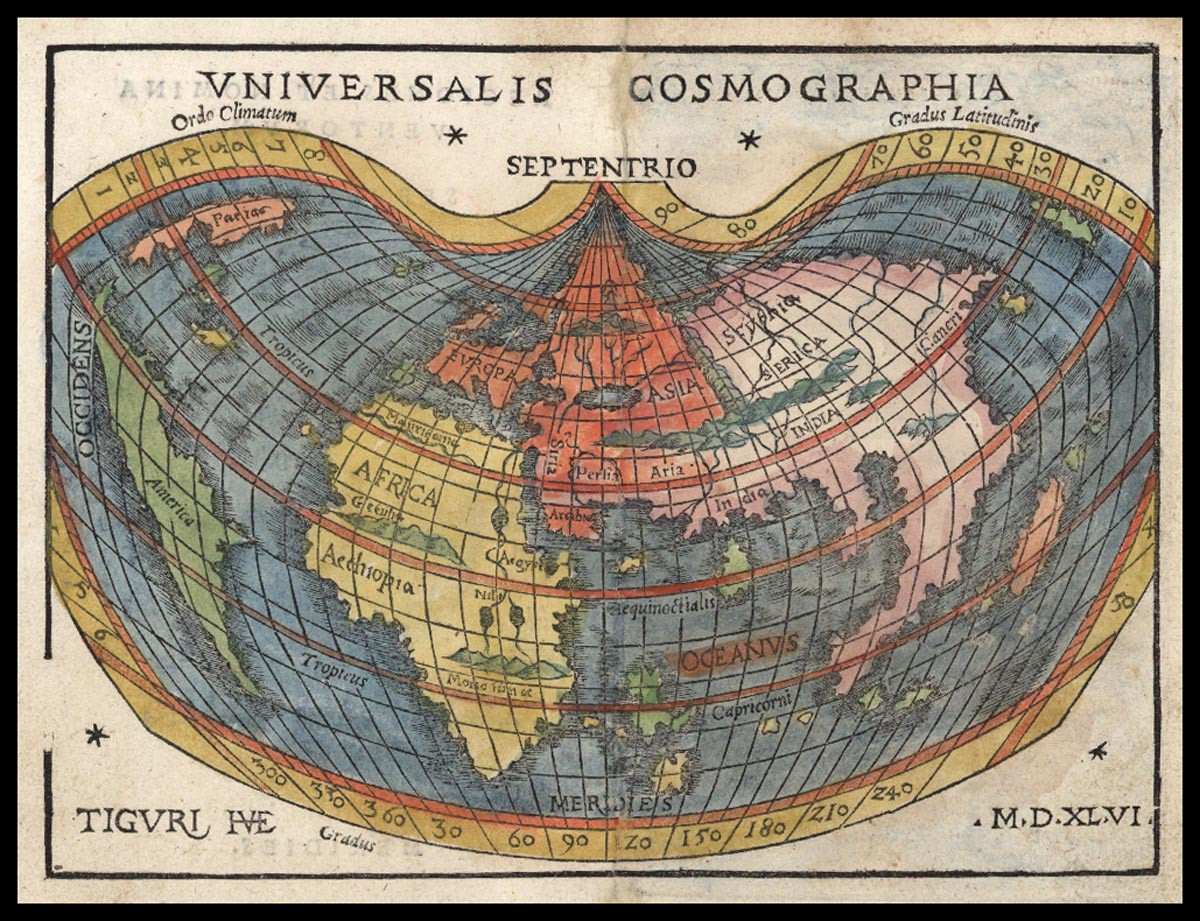
Honterus’ Universalis Cosmographia (1546)

- 1532 zwei Sternkarten und die erste Karte Siebenbürgens (herausgegeben in Basel)
- 1541 eine Weltbeschreibung in Versen und Karten
- 1543 Reformationsbüchlein über die Durchführung der Reformation in Siebenbürgen (Nachdruck in Wittenberg im gleichen Jahr mit einem Vorwort von Philipp Melanchthon), sowie die erste siebenbürgische Schulordnung
- 1544 Handbuch des bürgerlichen Rechts (compendium iuris civilis in usum civitatum ac sedium Saxonicarum in Transylvania – Zusammenfassung des Zivilrechtes zum Gebrauch der Sächsischen Bürger und Bewohner in Siebenbürgen)
- 1547 Kirchenordnung aller Deutschen in Siebenbürgen
- 1548 Ergänzung der Beschreibung Siebenbürgens für Sebastian Münster